# Йокюндю
Йокюндю (рос. Ёкюндю) — село у Вілюйському улусі Республіки Сахи Російської Федерації.
Населення становить 294 особи. Належить до муніципального утворення Йокюндюнський наслег.

## Географія

### Клімат
| Клімат Йокюндю            | Клімат Йокюндю | Клімат Йокюндю | Клімат Йокюндю | Клімат Йокюндю | Клімат Йокюндю | Клімат Йокюндю | Клімат Йокюндю | Клімат Йокюндю | Клімат Йокюндю | Клімат Йокюндю | Клімат Йокюндю | Клімат Йокюндю | Клімат Йокюндю |
| Показник                  | Січ.           | Лют.           | Бер.           | Квіт.          | Трав.          | Черв.          | Лип.           | Серп.          | Вер.           | Жовт.          | Лист.          | Груд.          | Рік            |
| Середній максимум, °C     | −34,1          | −27,5          | −13,4          | −0,8           | 10,2           | 20,9           | 24,1           | 20,1           | 10,2           | −4             | −23,1          | −31,7          | −4             |
| Середня температура, °C   | −37,7          | −32,2          | −20,3          | −7,5           | 4,6            | 14,6           | 17,9           | 14,1           | 5,4            | −7,9           | −26,9          | −35,3          | −9             |
| Середній мінімум, °C      | −41,2          | −36,8          | −27,1          | −14,2          | −0,9           | 8,3            | 11,7           | 8,2            | 0,7            | −11,7          | −30,6          | −38,8          | −14            |
| Норма опадів, мм          | 11             | 7              | 8              | 11             | 21             | 37             | 47             | 36             | 32             | 26             | 19             | 15             | 270            |
| ------------------------- | -------------- | -------------- | -------------- | -------------- | -------------- | -------------- | -------------- | -------------- | -------------- | -------------- | -------------- | -------------- | -------------- |
| Джерело: climate-data.org |                |                |                |                |                |                |                |                |                |                |                |                |                |

## Історія
Згідно із законом від 30 листопада 2004 року органом місцевого самоврядування є Йокюндюнський наслег.

## Населення
| 2002 | 2010 | 2012 | 2013 | 2014 | 2015 | 2016 |
| ---- | ---- | ---- | ---- | ---- | ---- | ---- |
| 326  | ↘321 | ↘316 | ↘311 | ↘308 | ↘303 | ↗313 |
| 2017 | 2018 |      |      |      |      |      |
| ↘305 | ↘294 |      |      |      |      |      |